# Fernando Villavicencio

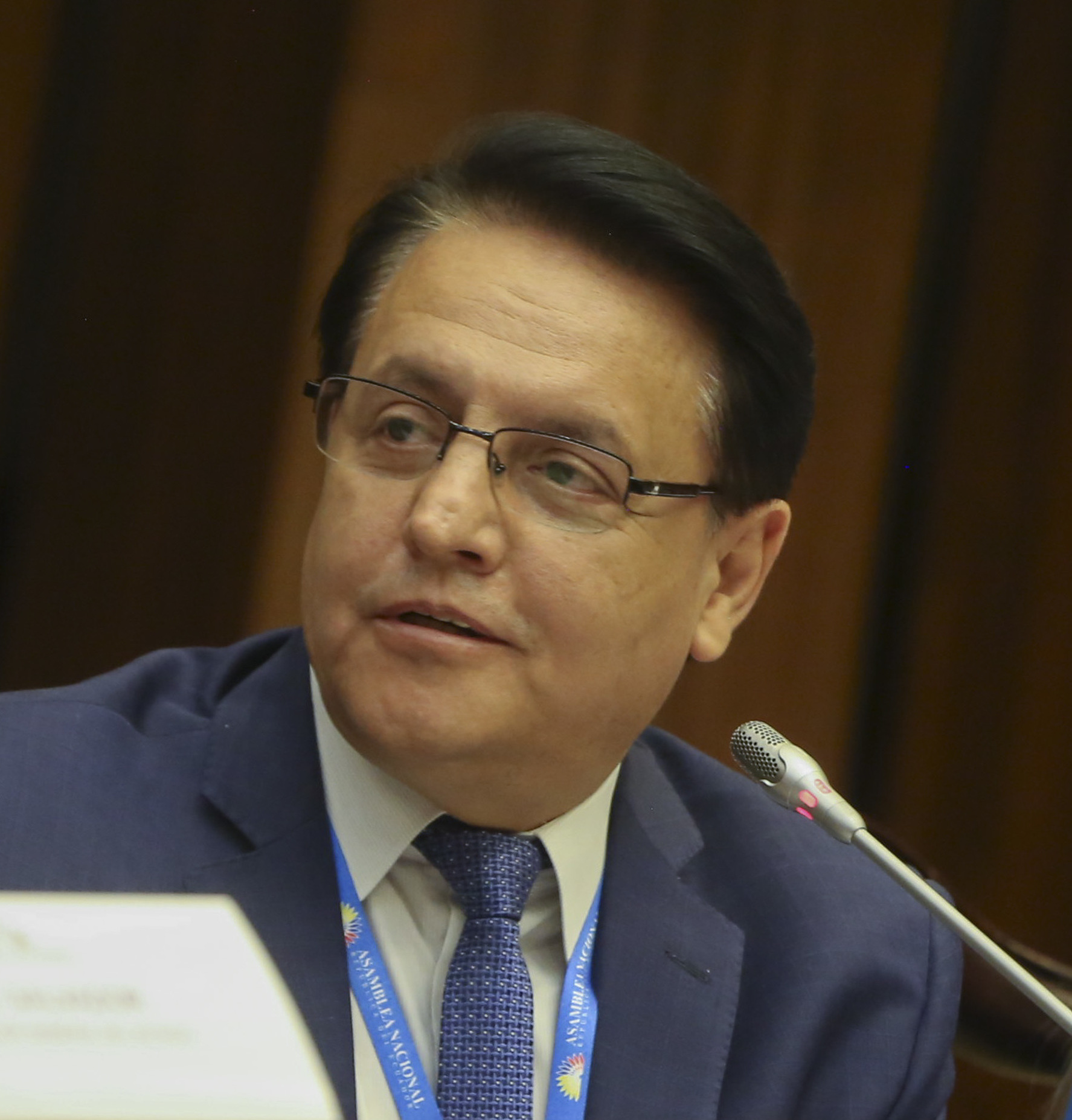
Fernando Villavicencio (2021)

Fernando Villavicencio (Alausí, 11 oktober 1963 – Quito, 9 augustus 2023) was een Ecuadoriaans syndicalist, activist, journalist en politicus. Hij werd in 2023 tijdens zijn verkiezingscampagne voor het presidentschap van Ecuador bij een aanslag vermoord door leden van de georganiseerde misdaad uit het drugsmilieu.

## Biografie
Fernando Villavicencio werkte als onderzoeksjournalist rond corruptie en geweld voor El Universo, een grote krant in Ecuador. Zijn kritiek op politici bracht hem geregeld in de problemen. Zo zorgde president Rafael Correa ervoor dat hij veroordeeld werd tot 18 maanden gevangenis. Villavicencio dook onder tot de straf verviel.
In 2017 en 2021 kwam Villavicencio op als kandidaat voor de nationale parlementsverkiezingen. In 2021 geraakte hij verkozen als lid van de partij Honesty Alliance.
In 2023 kwam Villavicencio op als presidentskandidaat van Ecuador voor de partij Movimiento Construye. Hij voerde campagne voor meer veiligheid en corruptiebestrijding en had het plan om met particuliere investeringen in de landbouw banen te creëren. Hij pleitte ook voor een harde aanpak van de drugskartels. Volgens peilingen kon Villavicencio op ongeveer 13,5 procent van de stemmen rekenen.

### Aanslag
Op 9 augustus 2023 hield Villavicencio een bijeenkomst voor zijn presidentscampagne op een school in de hoofdstad Quito. Bij hun vertrek werden hij en zijn aanhangers beschoten met geweervuur. Villavicencio kreeg drie kogels in het hoofd. Zijn bewaking schoot de schutter, die uit Colombia kwam, dood. In het ziekenhuis overleed hij op 59-jarige leeftijd aan zijn verwondingen. Villavicencio was getrouwd en had vijf kinderen.
Een week voor de aanslag was Villavicencio nog bedreigd door José Adolfo Macías Villamar, een bendeleider van het Los Choneros-drugskartel. De aanslag werd opgeëist door Los Lobos, een criminele organisatie die banden heeft met het Mexicaanse Jalisco Nueva Generacíon-drugskartel. 
President Guillermo Lasso kondigde de noodtoestand af en stelde drie dagen van nationale rouw in. De Kiesraad besliste dat de presidentsverkiezingen op 20 augustus toch zouden doorgaan. De 36-jarige politica Andrea Gonzalez Nader, Villavicencio's kandidaat voor het vice-presidentschap, werd eerst voorgedragen om zijn plaats als presidentskandidaat over te nemen. Maar de vrees bestond dat de Kiesraad haar kandidatuur niet zou accepteren, omdat ze reeds op de kieslijst stond. Daarom werd uiteindelijk de 53-jarige journalist Christian Zurita als nieuwe presidentskandidaat voor de partij Movimiento Construye naar voren geschoven.
Een dag na de aanslag werden zes Colombiaanse mannen opgepakt in een huis in de hoofdstad. Ze bezaten wapens, munitie, granaten, motoren en een gestolen auto. Ze werden ervan verdacht medeplichtig te zijn aan de aanslag en zouden banden hebben met de georganiseerde misdaad. Op 11 augustus werd in Quito een afscheidsbijeenkomst voor het grote publiek gehouden met aansluitend Villavicencio's begrafenis in besloten kring. Zeven verdachten, die bij die moord betrokken zouden zijn, werden datzelfde jaar zelf vermoord.
Op 16 oktober 2023 won uiteindelijk de zakenman Daniel Noboa de presidentsverkiezingen. In zijn campagne beloofde hij meer banen te zullen creëren en de drugsbendes aan te pakken. Hij versloeg in de tweede ronde de linkse kandidate Luisa González met 52 procent van de stemmen. Met zijn 35 jaar werd hij de jongste verkozen president in Ecuador ooit.

### Drugskartels
Ecuador heeft weinig drugsplantages, maar is voor drugskartels een belangrijk doorvoerland geworden. Vanuit de havens wordt massaal drugs uit onder meer Colombia verscheept naar heel de wereld; voor West-Europa is dit de haven van Antwerpen. De aanwezigheid van Zuid-Amerikaanse, Albanese en Russische maffialeden groeide sterk in het land, met een toenemend aantal ontvoeringen en afpersingen tot gevolg.
- Gemeinsame Normdatei: 1060663880
- Library of Congress Control Number: no2009075618
- Virtual International Authority File: 88513426
- WorldCat: E39PCjKx6JgdpQBkYf6KFgdrmb